# Yunel Escobar
Pour les articles homonymes, voir Escobar.
Yunel Escobar (né le 2 novembre 1982 à La Havane, Cuba) est un joueur de troisième but des Angels de Los Angeles de la Ligue majeure de baseball. 
Il commence sa carrière dans le baseball majeur en 2007 et joue comme arrêt-court jusqu'en 2014.

## Carrière

### Braves d'Atlanta
Yunel Escobar est le choix de deuxième ronde des Braves d'Atlanta en 2005.
Il fait ses débuts dans les majeures le 2 juin 2007 et complète sa saison recrue avec une moyenne au bâton de ,326 en 94 parties jouées. Il frappe 104 coups sûrs, dont 5 circuits, et totalise 28 points produits. Il termine sixième au vote déterminant la recrue de l'année dans la Ligue nationale.
Escobar améliore ses statistiques offensives dans les deux saisons suivantes. Avec les Braves, il frappe 10 circuits et produit 60 points en 2008, puis totalise 14 circuits et 76 points produits en 2009. Il affiche des moyennes au bâton respectives de ,288 et ,299 au cours de ces deux années.

### Blue Jays de Toronto
Le 14 juillet 2010, Yunel Escobar et le lanceur Jo-Jo Reyes sont échangés des Braves aux Blue Jays de Toronto en retour de l'arrêt-court Álex González  et de deux joueurs des ligues mineures, l'arrêt-court Tyler Pastornicky et le lanceur Tim Collins.
Joueur d'arrêt-court titulaire des Blue Jays en 2011, Escobar maintient une bonne moyenne au bâton de ,290 avec 11 circuits et 48 points produits.
Des photos mises en ligne le 17 septembre 2012 présentent Escobar portant sous ses yeux des bandes noires lors du match du 15 septembre contre les Red Sox de Boston à Toronto. Sur ces bandes, que de nombreux joueurs portent les journées ensoleillées pour réduire l'éblouissement causé par le soleil, est inscrit une remarque à connotation homophobe en espagnol : « tu ere maricon » [sic]. Le 18 septembre, les Blue Jays suspendent Escobar pour 3 parties.
Escobar termine 2012 avec 9 circuits, 51 points produits et une moyenne au bâton de ,253 en 145 parties jouées.

### Rays de Tampa Bay
Il est échangé aux Marlins de Miami le 19 novembre 2012 dans un échange à 12 joueurs avec les Blue Jays. Toronto reçoit de Miami le lanceur droitier Josh Johnson, l'arrêt-court José Reyes, le lanceur gaucher Mark Buerhle, le receveur John Buck et le joueur d'utilité Emilio Bonifacio en retour d'Escobar, du voltigeur Jake Marisnick, du joueur d'avant-champ Adeiny Hechavarria, du receveur Jeff Mathis, des lanceurs droitiers Henderson Alvarez et Anthony DeSclafani et du lanceur gaucher Justin Nicolino. Le 4 décembre suivant, les Marlins transfèrent Escobar aux Rays de Tampa Bay contre le joueur de deuxième but des ligues mineures Derek Dietrich.

### Nationals de Washington
Le 10 janvier 2015, les Rays échangent Escobar et le joueur d'utilité Ben Zobrist aux Athletics d'Oakland en échange du receveur John Jaso, du voltigeur des ligues mineures Boog Powell et de l'arrêt-court des ligues mineures Daniel Robertson. Quatre jours plus tard, les Athletics transfèrent Escobar aux Nationals de Washington contre le lanceur de relève droitier Tyler Clippard.
En présence de l'arrêt-court Ian Desmond, Escobar évolue à la position de joueur de troisième but à sa seule saison à Houston. Même s'il frappe dans 24 doubles jeux, plus que tout autre joueur de la Ligue nationale en 2015, il connaît une bonne saison en offensive avec une moyenne au bâton de ,314 et une moyenne de présence sur les buts de ,375 en 139 matchs joués.

### Angels de Los Angeles
Le 10 décembre 2015, Washington échange Escobar aux Angels de Los Angeles pour les lanceurs droitiers Michael Brady et Trevor Gott. Les Angels n'ayant pas offert de nouveau contrat à David Freese et ayant acquis Andrelton Simmons, le meilleur joueur d'arrêt-court défensif du baseball, c'est à nouveau le poste de troisième but qui est destiné à Escobar pour 2016.